# Coccocypselum guianense
Espèce
Synonymes
selon tropicos :
- Bellardia repens Willd.
- Bellardia tontanea Roem. & Schult.
- Coccocypselum guianense var. patens Steyerm.
- Coccocypselum tontanea Kunth
- Tontanea guianensis Aubl.[2]

selon GBIF :
- Bellardia guianensis (Aubl.) Forsyth f.
- Bellardia repens Willd.
- Bellardia tontanea Roem. & Schult.
- Coccocypselum glabrum Bartl.
- Coccocypselum glabrum Bartl. ex DC.
- Coccocypselum guianense var. glabratum Proctor
- Coccocypselum guianense var. guianense (Aubl.) K.Schum.
- Coccocypselum guianense var. patens Steyerm.
- Coccocypselum hirsutum var. glabrum (Bartl. ex DC.) L.O.Williams
- Coccocypselum tontanea Kunth
- Tontanea glabra (Bartl. ex DC.) Standl.
- Tontanea guianense Aubl.
- Tontanea guianensis Aubl.[3]

Coccocypselum guianense, est une espèce de plantes dicotylédones de la famille des Rubiaceae, originaire des régions tropicales d'Amérique du Sud.
Elle est connue au Suriname sous les noms de Siborodorokon (Arawak), Takromtje (Kali'na).

## Descrition
Coccocypselum guianense est une herbacée vivace prostrée, rampante ou procombante, vaguement strigile, hirsute ou hispidule.
On compte  environ 6 paires de nervures secondaires sur les feuilles.
L'inflorescence est capitée, pédonculée, avec 3-6 fleurs.
L'hypanthium est densément strigile.
Les lobes du calice sont lancéolés, extérieurement peu séricigènes, intérieurement glabres ou pubescents dans la moitié supérieure.
La corolle varie de lavande ou bleu à bleu pâle ou blanc.
Les fruits sont globuleux et blanchis à pourpre lorsqu'ils sont jeunes, devenant oblongs et bleu vif.
En 1953, Lemée en propose la description suivante de Coccocypselum guianense :

« Tiges pubescentes ou subglabres ; feuilles de 0,02-0,07 sur 0,02 0,05, ovales ou ovales-arrondies aiguës ou obtuses, à base arrondie ou cordée, pubescentes surtout en dessous, avec 5-6 paires de nervures, stipules très courtes, 3-aristées ; capitules à pédoncule de 0,03-0,04 en général 3-flores, calicé et ovaire très pubescents, corolle bleue ou violacée, longue de 6 mm., pubescente en dehors, à lobes aigus ; baie d'un beau bleu, à diamètre de 5-6 mm., surmontée du calice. - Saint-Laurent (R. Benoist) ; herbier Lemée Saint-Georges d'Oyapoc, Ilet la Mère, Mathoury. »

— Albert Lemée, 1953.

## Taxonomie
Coccocypselum guianense compte 4 variétés : 
- Coccocypselum guianense var. glabratum Proctor, 1982
- Coccocypselum guianense var. glabrum K. Schum.
- Coccocypselum guianense var. guianense
- Coccocypselum guianense var. patens Steyerm., 1967

Sa classification taxonomique a été abordée,.

## Écologie
Coccocypselum guianense est une herbacée poussant sur les pentes boisées, les rochers moussus, les lisières de savanes, le long des cours d'eau, à 50-1 300 m d'altitude.
Coccocypselum guianense est une plante hyperaccumulatrice d'aluminium.

## Répartition
Coccocypselum guianense est présent sur le plateau des Guyanes : Venezuela (Delta Amacuro, Bolívar, Amazonas), Trinidad, Guyana, Suriname, Guyane, Brésil (Pará, Roraima).

## Protologue

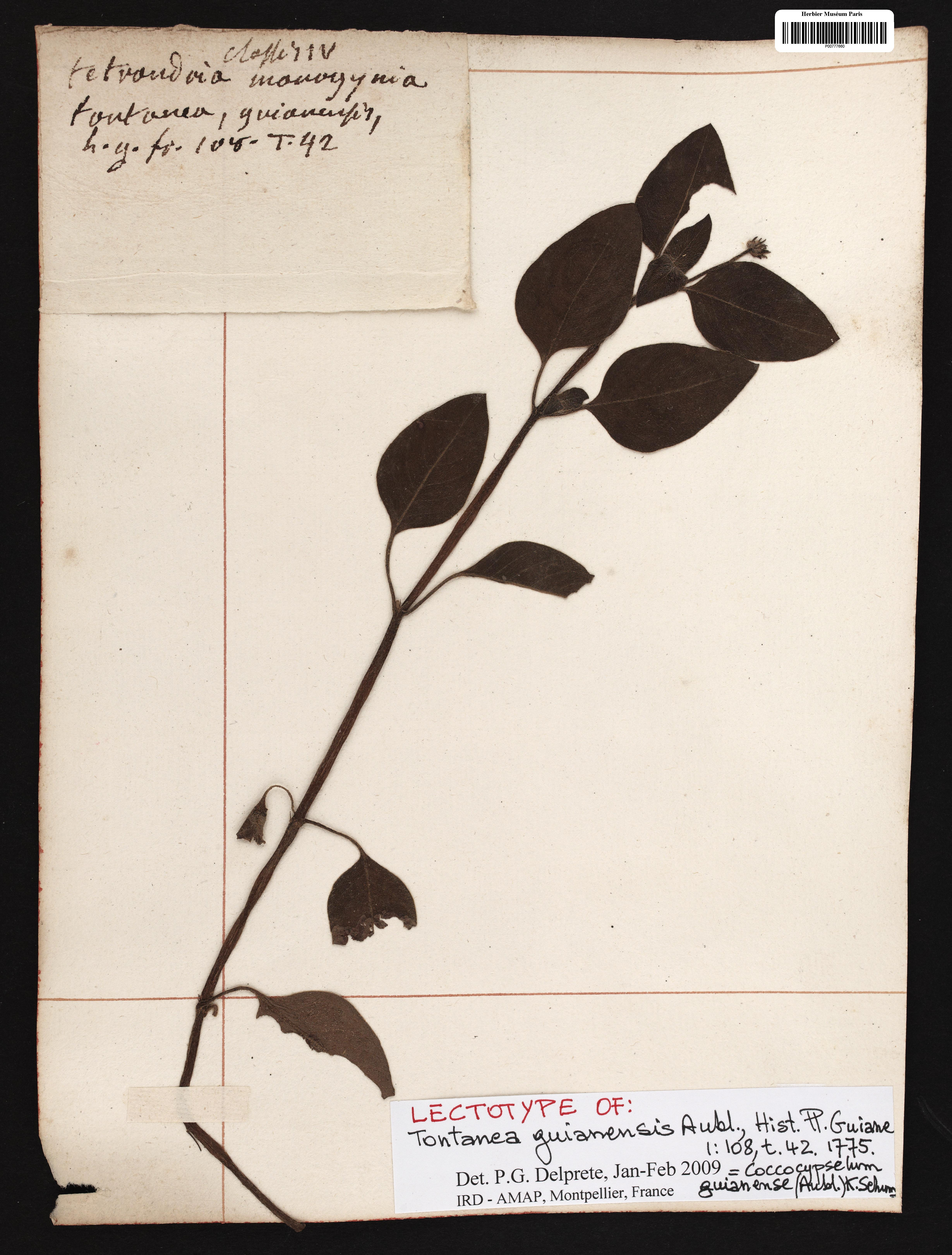
échantillon type de Coccocypselum guianense collecté par Aublet en Guyane

En 1775, le botaniste Aublet en a proposé le protologue suivant :

« 1. TONTANEA Guianenſis. (TABULA 42.)
Planta perennis; caulibus carnoſis, decumbentibus, radicular protrudentibus. Rami erecti cylindracei, tomentoſi, ſemi-pedales. Folia ovata, carnoſa, ſubtomentoſa, oppoſita, integerrima, petiolata. Stipule binæ, oppofitæ, una ab utroque latere ad baſim petiolorum. Flores congeſti in capitulum, longo pedunculo ſuffulti, ex axilla folii alternatim erumpente. Capitulum tri vel quinque-florum eſt. Corolla alba, quandoque cærulea. Bacca cærulea, carnofa & viſcoſa.
Toto ſerè anno floret & fructum fert.
Habitat in ſylvis Caïennae & Guianæ.

LA TONTANE de la Guiane. (PLANCHE 42.)
Cette plante répand ſur la terre, des tiges qui jettent, de diſtance en diſtance, des racines chevelues & qui s'y enfoncent. De ces tiges s'élèvent des rameaux cylindriques, ſimples, légèrement velus, hauts de cinq à ſix pouces, garnis de feuilles deux à deux, oppoſées, & diſpoſées en croix. Ces feuilles ſont vertes, épaiſſes, charnues, parſemées de poils, entières, ovales & aiguës. Leur pédicule eſt long, & s'unit à deux stipules intermédiaires, placées ſur l'une & l'autre face des rameaux.
Les fleurs naiſſent de l'aiſſelle d'une feuille, d'un côté à droite, & plus haut à gauche ; elles ſont ramaſſées en tête au nombre de trois ou cinq, ſur un pédoncule long d'environ un pouce.
Le calice eſt d'une ſeule pièce, arrondi & diviſé à ſon limbe en quatre petites parties aiguës.
La corolle eſt monopétale, blanche, & quelquefois bleuâtre. Son tube eſt long, renflé vers ſon pavillon, qui eſt partagé en quatre lobes.
Il eſt attaché ſur l'ovaire, autour d'un petit diſque.
Les étamines ſont au nombre de quatre, placées ſur la paroi interne & ſupérieure du tube, au deſſous de ſes diviſions. Leur filet eſt blanc, long. L'anthère eſt bleue, & à deux bourſes.
Le piſtil eſt un ovaire renferme dans le fond du calice, avec lequel il fait corps. Il eſt couronne d'un diſque, du centre duquel fort un style qui ſe partage à ſon ſommet en deux branches, terminées par un stigmate obtus.
L'ovaire devient une baie bleue, ovoïde, couronné des pointes du calice. Elle eſt à deux loges qui contiennent chacune pluſieurs semences brunes, convexes d'un côté, & concaves de l'autre, bordées d'un petit feuillet. La ſubſtance de l'écorce de cette baie eſt viſqueuſe.
Toute la plante eſt couverte d'un léger duvet.
Elle eſt preſque toujours en fleur ou en fruit.
Elle croît dans les forêts humides de l'île de Caïenne & de la Guiane. »

— Fusée-Aublet, 1775.